# سیارک ۱۴۲۷۵
سیارک ۱۴۲۷۵ (به انگلیسی: 14275 Dianemurray، نامگذاری:2000BR26) چهارده هزار و دویست و هفتاد و پنجمین سیارک کشف شده‌است که در ۳۰ ژانویه ۲۰۰۰ کشف شد.
قدر مطلق سیارک برابر ۱۴.۱ است.